# كليفتون جاي جوي
كليفتون جاي جوي هو طبيب كندي، ولد في 8 ديسمبر 1922، وتوفي في 1994.